# Tour de Langkawi
Tour de Langkawi je etapový mužský cyklistický závod konaný v Malajsii. Závod je pojmenován po souostroví Langkawi, kde začal úvodní ročník 1996. Závod se obvykle koná v únoru a sestává z 8 etap, dříve však sestával i z 10 etap. Obvyklou součástí trasy je stoupání do horského střediska Genting Highlands. Výjimkou byl ročník 2008, kdy se ve středisku oslavoval čínský Nový rok a závodu tak nebyl umožněn přístup. Ročník 2020 se stal součástí UCI ProSeries. Ročník 2021 byl zrušen kvůli pandemii covidu-19. Ročník 2022 byl původně odložen na červen, ale později byl odložen na říjen. Vítězem se stal Kolumbijec Iván Sosa z týmu Movistar Team.

## Seznam vítězů
| Rok  | Země                               | Jezdec                             | Tým                                 |
| ---- | ---------------------------------- | ---------------------------------- | ----------------------------------- |
| 1996 | Austrálie                          | Damian McDonald                    | Giant–AIS                           |
| 1997 | Itálie                             | Luca Scinto                        | MG Maglificio–Technogym             |
| 1998 | Itálie                             | Gabriele Missaglia                 | Mapei–Bricobi                       |
| 1999 | Itálie                             | Paolo Lanfranchi                   | Mapei–Quick-Step                    |
| 2000 | Spojené státy                      | Chris Horner                       | Mercury Cycling Team                |
| 2001 | Itálie                             | Paolo Lanfranchi                   | Mapei–Quick-Step                    |
| 2002 | Kolumbie                           | Hernán Darío Muñoz                 | Colombia–Selle Italia               |
| 2003 | Spojené státy                      | Tom Danielson                      | Saturn Cycling Team                 |
| 2004 | Kolumbie                           | Fredy Gonzáles                     | Colombia–Selle Italia               |
| 2005 | Jihoafrická republika              | Ryan Cox                           | Barloworld                          |
| 2006 | Jihoafrická republika              | David George                       | Jihoafrická republika (národní tým) |
| 2007 | Francie                            | Anthony Charteau                   | Crédit Agricole                     |
| 2008 | Moldavsko                          | Ruslan Ivanov                      | Diquigiovanni–Androni               |
| 2009 | Kolumbie                           | José Serpa                         | Diquigiovanni–Androni               |
| 2010 | Venezuela                          | José Rujano                        | Androni Giocattoli                  |
| 2011 | Venezuela                          | Jonathan Monsalve                  | Androni Giocattoli                  |
| 2012 | Kolumbie                           | José Serpa                         | Androni Giocattoli–Venezuela        |
| 2013 | Kolumbie                           | Julián Arredondo                   | Team Nippo–De Rosa                  |
| 2014 | Írán                               | Samad Pourseyedi                   | Tabriz Petrochemical Team           |
| 2015 | Alžírsko                           | Youcef Reguigui                    | MTN–Qhubeka                         |
| 2016 | Jihoafrická republika              | Reinardt Janse van Rensburg        | Team Dimension Data                 |
| 2017 | Jihoafrická republika              | Ryan Gibbons                       | Team Dimension Data                 |
| 2018 | Rusko                              | Arťom Ovečkin                      | Terengganu Cycling Team             |
| 2019 | Austrálie                          | Benjamin Dyball                    | Team Sapura Cycling                 |
| 2020 | Itálie                             | Danilo Celano                      | Team Sapura Cycling                 |
| 2021 | Nejelo se kvůli pandemii covidu-19 | Nejelo se kvůli pandemii covidu-19 | Nejelo se kvůli pandemii covidu-19  |
| 2022 | Kolumbie                           | Iván Sosa                          | Movistar Team                       |
| 2023 | Spojené království                 | Simon Carr                         | EF Education–EasyPost               |
| 2024 | Spojené království                 | Max Poole                          | Team Picnic PostNL                  |